# Megalopsallus punctipes
Megalopsallus punctipes är en insektsart som först beskrevs av Knight 1968.  Megalopsallus punctipes ingår i släktet Megalopsallus och familjen ängsskinnbaggar. Inga underarter finns listade i Catalogue of Life.